# Суркова, Елена Вадимовна
Елена Игоревна Суркова (род. 16 июня 1988 года) — российская боксёрша.

## Карьера
Занятия боксом начала в Ставропольском крае в 2003 году. После окончания школы стала выступать за ЦСКА (Москва), где её тренерами стали М. И. Мельтцер и П. И. Пашков.
Чемпионка мира 2006 года в категории свыше 81 кг.
Чемпионка Европы 2007 года в категории до 86 кг.
Трёхкратная чемпионка России (2006, 2007 — до 86 кг; 2008 — до 81 кг), серебряный (2009 — до 81 кг) и бронзовый (2010, 2011 — до 75 кг) призер чемпионатов России.
Мастер спорта по кик-боксингу и рукопашному бою. Чемпионка России по кик-боксингу 2006 года среди юниоров. Чемпионка России по кик-боксингу 2009 года.